# 昆布森村
昆布森村（こんぶもりむら）は、北海道にあった村。現在の釧路町昆布森地区にあたる。
村名の由来は、アイヌ語のコンプ・モイ（kompu-moy／コンブ・入江）。なお、同じアイヌ語地名が根室市に存在するが、漢字が違い、「昆布盛」となっている。

## 地理
太平洋に面していた。

## 沿革
- 1880年（明治13年） - 昆布森村がおかれる
- 1908年（明治41年）3月7日夕方 - 9日夕方 - 暴風雪のため、18人が家屋の下敷きとなり圧死した。
- 1919年（大正8年）4月1日 - 北海道二級町村制の施行により、昆布森村、跡永賀村及び仙鳳趾村の区域をもって、改めて昆布森村が発足する。
- 1950年（昭和25年） - 国勢調査：人口2,732 世帯数426
- 1955年（昭和30年）1月1日 - 釧路村と合併し、改めて釧路村が発足する。同日、昆布森村が廃止。

## 産業
主要産業は漁業
- 特産 昆布